# Битка в Коралово море
Битката в Коралово море е морско сражение, състояло се на 6 – 8 май 1942 г. в Тихия океан между сили на Япония и САЩ през Втората световна война. Това е първата в историята морска битка, в която от двете страни участва само палубна авиация.

## Предистория
В началото на април 1942 г. тежестта на боевете в Тихоокеанския театър се измества на юг. Ключов пункт в този район е Рабаул, превзет от японските сили през януари същата година и превърнат в главна японска база в този участък на театъра. Рабаул е с изключително важно стратегическо значение – японското командване гледа на него като отправна точка за по-нататъшна експанзия в южна посока – към Нова Гвинея и Австралия. Единствената въздушна база на съюзниците, която заплашва Рабаул, е Порт Морсби и японците изготвят план за завземането ѝ. Като част от този план на 3 – 4 май е превзет остров Тулаги, а Битката в Коралово море е пряко следствие от по-нататъшното му развитие.

## Планове и сили на страните преди битката
Новата операция получава името Операция „Мо“. За участие в нея е определен 5-и авиодивизион самолетоносачи от състава на съединението на вицеадмирал Чуичи Нагумо. За командващ операцията е определен вицеадмирал Шигейоши Иноуе. Образувано е ударно авионосно съединение в състав тежките самолетоносачи Шокаку и Дзуйкаку, лекият Шохо, един хидроавионосец (кораб, носещ хидросамолети, които стартират от водата), 6 тежки и 3 леки крайцера, 15 ескадрени миноносеца, 12 по-малки бойни кораби от различни класове и един танкер. Всеки от тежките самолетоносачи носи по 21 изтребителя А6М „Зеро“, 21 торпедоносеца B5N „Кейт“ и 21 бомбардировача D3A „Вал“. Лекият Шохо разполага с 16 А6М „Зеро“ и 12 B5N. За командир на Ударното съединение е назначен вицеадмирал Такео Такаги, който поема под прякото си командване тежките крайцери „Миоко“ и „Хагуро“ и предава тактическото командване на 5-и авиодивизион на контраадмирал Чуичи Хара. Това съединение трябва да осигурява далечното прикритие на силите, атакуващи базата Порт Морсби. Лекият самолетоносач Шохо с 4 тежки крайцера трябва да служи и като примамка, която да отвлече от силите на 5-и авиодивизион възможните удари на противниковата авиация. Ударното съединение и силите за нахлуване са поддържани от ударно съединение на базовата авиация, състоящо се от 120 самолета (60 изтребителя „Зеро“, 48 бомбардировача G3M „Нел“, 16 летящи лодки и 10 хидросамолета. Те са базирани на Рабаул и о-в Тулаги.
Американците предвиждат японския удар и съсредоточават в района на Коралово море авионосно съединение в състав: самолетоносачите Йорктаун и Лексингтън, придружавани от 9 крайцера, 13 ескадрени миноносеца, 1 хидроавионосец и 2 танкера, под командата на адмирал Флечър.

## Битката

### 6 май
На 6 май самостоятелен бомбардировач В-17 Flying Fortress открива и атакува японските транспортни кораби, превозващи силите за атака на базата, командвани от адмирал Гото. Японците предполагат, че той е излетял от Порт Морсби и се опасяват, че уязвимите транспорти скоро могат да бъдат атакувани от противниковите бомбардировачи. За да ги защити, адмирал Иноуе заповядва на съединението незабавно да промени курса си, за да се отклонят транспортите от американските разузнавателни самолети. Предполагайки, че схватката с противника ще се състои на следващия ден, адмирал Такаги заповядва дозареждане на корабите с гориво в морето.

### 7 май
Рано сутринта японците вдигат във въздуха голяма група разузнавачи, която трябва да открие американските самолетоносачи. В 5:42 е получено съобщение от бомбардировач B5N Кейт, че са забелязани самолетоносач и три ескадрени миноносеца на 200 мили южно от Шокаку. Такаги заповядва на адмирал Хара да изпрати всички намиращи се на самолетоносачите самолети, за да атакуват американските кораби. В 6:10 излита ударна група от 18 А6М Зеро, 36 пикиращи бомбардировача D3A Вал и 24 торпедоносеца B5N Кейт, водени от капитан-лейтенант Какуичи Такахаши, но когато групата пристига в указания район, тя открива там само танкера Неошо и ескадрения миноносец Симс. Въпреки явната грешка на разузнаването корабите са атакувани. След попадения от три 250-кг бомби Симс потъва. Седем директни попадения и осем близки до корпуса взривове получава и Неошо (както и един разбил се в него Кейт), но остава на вода – потъва чак на 11 май.
В това време американците откриват лекия самолетоносач Шохо и го атакуват. Ударът е осъществен от 5-а авиогрупа в състав 20 изтребителя F4F Wildcat, 38 пикиращи бомбардировача „Дъглас SBD-5 Донтлес“ и 13 торпедоносеца TBD Devastator. Повечето от изтребителите на Шохо през това време прикриват транспортните кораби и само няколко излитат да отразят атаката. Но те са крайно недостатъчни – след няколко попадения на торпеда и бомби, Шохо потъва и става първият самолетоносач, потопен от американците през тази война.
В 14:30 кап.-лейт. Такахаши повежда втора група от 12 пикиращи бомбардировача и 15 торпедоносеца за атака на американските кораби. Групата попада в буря и не успява да открие целта до залез слънце и поема обратно. На връщане те прелитат над американския флот и са атакувани от F4F Wildcat. Свалени са 8 торпедоносеца и 1 бомбардировач без американски загуби.
В 16:40 хидросамолет от крайцера Кунигаса от ескадрата на Гото открива още едно съединение: голям самолетоносач с 10 кораба на 200 мили от Кунигаса и на 280 мили от съединението на адмирал Такаги, но то не е атакувано.
През същия ден самолети от Рабаул (33 B5N и 11 A6M Зеро) откриват и атакуват съюзнически кораби, загубвайки 4 торпедоносеца. При завръщането си докладват за потопяването на линеен кораб от тип Калифорния и повреда на британски линеен кораб от тип Уорспайт. По-късно се оказва, че това е ескадра, командвана от британския контраадмирал Крейс, състояща се от австралийски лек и тежък крайцер, американски тежък крайцер и два ескадрени миноносеца. Но в ескадрата няма линейни кораби и всъщност нито една японска бомба не е попаднала в целта.
Освен атаката и потопяването на Шохо и случайните сблъсъци във въздуха през целия 7 май американците търсят японските кораби. След 12 часа разузнавателни полети във всички посоки, търсенето е прекратено.

### 8 май
В 7:15 сутринта от японските кораби излитат 18 изтребителя, 33 пикиращи бомбардировача и 18 торпедоносеца, отново водени от капитан-лейтенант Такахаши. Групата се развръща по широка дъга, търсейки американските самолетоносачи. Те (2 самолетоносача и 10 кораба) са открити от екипажа на B5N Кейт с командир старшина Кендзо Кано. Известно време той лети около американското съединение, криейки се в облаците и предава по радиото подробностите за състава и местоположението му на Шокаку. Когато горивото му е на привършване, той поема обратно, но по пътя среща ударната група на Такахаши, насочена вече от флагмана на японското съединение. Старшина Кано преценява, че въпреки предадените данни за местоположението на противника, ударната група може и да не открие корабите и, заставайки в бойния строй, ги повежда към тях с ясното съзнание, че горивото му няма да стигне, за да се върне.
В 9:20 японските самолети атакуват американските кораби. Две торпеда и две авиационни бомби удрят Лексингтън и го повреждат изключително тежко – в края на деня е самопотен от американците. Йорктаун е улучен от една 250-кг бомба и две се взривяват близо до него, но нанесените повреди са леки и не се отразяват на боеспособността му. В разразилата се битка са свалени повече от половината японски самолети, загиват и капитан-лейтенант Такахаши и старшина Кано.
Приблизително по същото време 28 бомбардировача и 20 торпедоносеца от американската палубна авиация, прикривани от изтребители, атакуват Шокаку. Американците не успяват да забележат намиращия се недалеч Дзуйкаку, поради разразила се наблизо буря. В Шокаку попадат 3 бомби, една от които пробива полетната палуба при носа и избухва в отделението на котвената машина, като предизвиква големи пожари на авиационното гориво. Друга удря кърмата при десния борд и унищожава авиоремонтната работилница. На борда на самолетоносача избухват големи пожари, които правят полетната палуба неизползваема, но корабът запазва мореходността си и напуска полесражението. Загиват 108 души, а 40 са ранени. Малкото завърнали се самолети от ударната група кацат на Дзуйкаку.

## Последствията
В хода на двудневните сражения Япония губи 32 свалени и изчезнали безследно самолета, още 12 машини се приводняват принудително. Други няколко са избутани през борда на Дзуйкаку, за да се освободи място за завръщащите се самолети от Шокаку. Веднага след битката на Дзуйкаку остават 24 А6М Зеро, 9 D3A Вал и 6 B5N Кейт – една четвърт от първоначалния брой.
Тактическата победа от битката в Коралово море е за Япония, но стратегическата е за САЩ. Съюзническата ескадра на Крейс остава между японските експедиционни сили и Порт Морсби и атаката е отменена. Освен това Дзуйкаку и Шокаку не успяват да вземат участие в битката при Мидуей (На Дзуйкаку са останали едва 39 боеспособни самолета, а Шокаку е все още в ремонт след сражението), докато завърналият се от лек ремонт Йорктаун, изиграва ключова роля в това сражение, в което японците са напълно разбити.
| „                                                                               | Никой от преживелите този бой не си представяше ужасните стратегически последствия от допуснатите от нас грешки. Позволихме на повредения Йорктаун да избяга, като беше нужно едно-единствено торпедо или две бомби, които биха довършили този кораб. След месец помилваният от нас кораб стана един от главните фактори, довели до съкрушителното поражение на нашия флот при Мидуей | “ |
| Д. Хорикоши М. Окумия, Японская авиация во 2-й мировой войне. М. 2000, стр. 158 | |   |